# Americo Sbardella
Americo Sbardella, anche citato erroneamente con la grafia Amerigo Sbardella (Roma, 25 ottobre 1937 – Roma, 20 giugno 2017), è stato un critico cinematografico italiano.

## Biografia
Nel 1967, insieme con la documentarista Annabella Miscuglio e lo sceneggiatore Paolo Castaldini, fonda il cineclub Filmstudio di Roma, in via degli Orti d'Alibert, nel quartiere di Trastevere. L'ispirazione per il nome è data da Filmstudie, "un cortometraggio dadaista del 1926 di Hans Richter". Considerato "il primo filmclub italiano", per Tullio Kezich “il più antico, glorioso e inimitato dei filmclub italiani”, il Filmstudio diviene un centro di diffusione culturale in particolare del New American Cinema e del cinema underground italiano, grazie anche ai contributi di Adriano Aprà e Enzo Ungari, che ha portato in Italia il cinema di Andy Warhol. 
Americo Sbardella ha studiato legge e nei primi tempi "è costantemente impegnato a difendere la saletta e i suoi cento posti dalle ingiunzioni di chiusura" per la sua programmazione fuori dai circuiti ufficiali. “L’idea era quella di creare un cinema privato che permettesse la proiezione di film senza visto di censura”, spiega Sbardella che, oltre ad essere uno dei fondatori, è anche il presidente di questo luogo "dove potevano essere sperimentate nuove proposte artistiche, ogni forma d’arte e che veniva trasformato a volte in set cinematografico". Filmstudio ospita molte anteprime: la propensione di Sbardella è di "scovare le nuove forme innovative di un cinema che poteva spaziare dai 35mm e il 16mm al super8". Fra il 1976 e il 1977 programma il primo film di Nanni Moretti girato in super8, Io sono un autarchico. 
Conoscitore del cinema internazionale, con una rete di contatti che va "da Henri Langlois, direttore della Cinémathèque française, ai responsabili delle cineteche più piccole d'Europa", Americo Sbardella cura numerose retrospettive, come ad esempio Les nouvelles vagues. Il nuovo cinema europeo degli anni '50 e '60, 1968, anche il cinema insorge o Il film noir italiano, rassegne quali Jean Rouch - Antropologia e Cinema, Il cinema di Stan Brakhage, Cinema e spiritualità  o Viva Gaia! Film e video ecologisti per il terzo millennio, anteprime e cataloghi dedicati ad autori come Rainer Werner Fassbinder, Jean Luc Godard, Jean Vigo, Alberto Grifi, Robert Kramer, Wim Wenders, Jean Marie Straub e Danièle Huillet. In varie edizioni presiede la giuria internazionale di Abstracta il Festival internazionale di cinema astratto.
Nel documentario Filmstudio Mon Amour, diretto da Toni D'Angelo nel 2015, vincitore del Nastro d'argento, Americo Sbardella interpreta se stesso.

## Opere
- (a cura)  Cinema e spiritualità. Istanze etiche, trascendenza e rappresentazione cinematografica, Semar, 2000, ISBN 8877780657.
- (a cura)  Roma nel cinema, Semar, 2000, ISBN 8877780304.
- Gilgamesh. Colui che tutto conobbe. Versione teatrale dell'epopea, Lalli, 2014, ISBN 9788895798639.